# آروناچالم موروگانانتام
آروناچالم موروگانانتام یک کارآفرین اجتماعی از کویمباتور در تامیل نادو، هند است. او مخترع یک دستگاه تولید نوار بهداشتی ارزان قیمت است و به خاطر نوآوری مکانیسم‌های مردمی برای ایجاد آگاهی در مورد شیوه‌های سنتی غیربهداشتی در مورد قاعدگی در روستاهای هند شناخته می‌شود. مینی ماشین‌های او که می‌توانند نوار بهداشتی را با کمتر از یک سوم هزینه پدهای تجاری تولید کنند، در ۲۳ ایالت از ۲۹ ایالت هند در مناطق روستایی نصب شده‌اند. وی در حال حاضر قصد دارد تولید این ماشین‌ها را به ۱۰۶ کشور توسعه دهد. فیلم پریود. ختم کلام. برنده جایزه اسکار بهترین فیلم مستند (موضوع کوتاه) در سال ۲۰۱۸ شد. فیلم هندی پدمن (فیلم) ۲۰۱۸ بر اساس اختراع او ساخته شده‌است، جایی که آکشی کومار او را به تصویر کشیده‌است.
در سال ۲۰۱۴، او در فهرست ۱۰۰ تأثیرگذارترین افراد جهان توسط مجله تایم قرار گرفت. در سال ۲۰۱۶، دولت هند به او نشان پادما شری اعطا کرد.

## اوایل زندگی
موروگانانتام در سال ۱۹۶۱ به دنیا آمد. موروگانانتام پس از مرگ پدرش در یک تصادف جاده ای در فقر بزرگ شد. مادرش برای کمک به تحصیل او به عنوان کارگر مزرعه کار می‌کرد. اما در ۱۴ سالگی ترک تحصیل کرد. او غذای کارگران کارخانه را تأمین می‌کرد و مشاغل مختلفی را به عنوان اپراتور ماشین آلات، نمایندگی فروش سیب زمینی، کارگر مزرعه و جوشکار برای تأمین مخارج خانواده خود بر عهده گرفت.

## اختراع
در سال ۱۹۹۸ با شانتی ازدواج کرد. مدت کوتاهی پس از آن، موروگانانتهام متوجه شد که همسرش در حال جمع‌آوری پارچه‌های کثیف و روزنامه‌ها برای استفاده در دوران قاعدگی‌اش است، زیرا نوارهای بهداشتی ساخته شده توسط شرکت‌های چندملیتی گران‌قیمت بودند. او که از این موضوع ناراحت بود، شروع به طراحی پدهای آزمایشی کرد. او در ابتدا از پنبه لنت درست می‌کرد، اما همسر و خواهرش آن را رد کردند. در نهایت آنها همکاری با او را متوقف کردند و حاضر نشدند سوژه آزمایش نوآوری‌های او باشند. او متوجه شد که قیمت مواد اولیه ۱۰ روپیه (معادل ۱۳ سنت آمریکا) است، اما محصول نهایی ۴۰ برابر این قیمت فروخته می‌شود. او به دنبال داوطلبان زنی بود که بتوانند اختراعات او را آزمایش کنند، اما بیشتر آنها خجالتی بودند که در مورد مسائل قاعدگی خود با او صحبت کنند. او با استفاده از مثانه ای با خون حیوان شروع به آزمایش آن روی خود کرد، اما با کشف «پد بهداشتی» در روستای خود موضوع تمسخر قرار گرفت. از آنجایی که قاعدگی یک موضوع تابو در هند بود، جامعه و خانواده اش او را طرد کردند. او محصولات خود را به صورت رایگان بین دختران یک کالج پزشکی محلی توزیع کرد، به این امید که آنها به او بازخورد بدهند.
دو سال طول کشید تا او کشف کند که پدهای تجاری از الیاف سلولزی به دست آمده از خمیر چوب پوست درخت کاج استفاده می‌کنند. الیاف به لنت‌ها کمک کردند تا در عین حال شکل خود را حفظ کنند. ماشین‌های وارداتی که لنت‌ها را ساختند ۳۵ میلیون روپیه (معادل ۴۴۰ هزار دلار آمریکا) قیمت داشتند. او ماشینی ارزان قیمت ابداع کرد که با کمترین آموزش قابل استفاده بود. او خمیر چوب کاج فرآوری شده را از یک تأمین کننده در بمبئی تهیه کرد. ماشین‌های فرابنفش قبل از بسته‌بندی برای فروش، پدها را آسیاب، فیبره زدایی، پرس و استریل می‌کردند. قیمت دستگاه ۶۵ هزار روپیه (معادل ۸۱۰ دلار آمریکا) است.

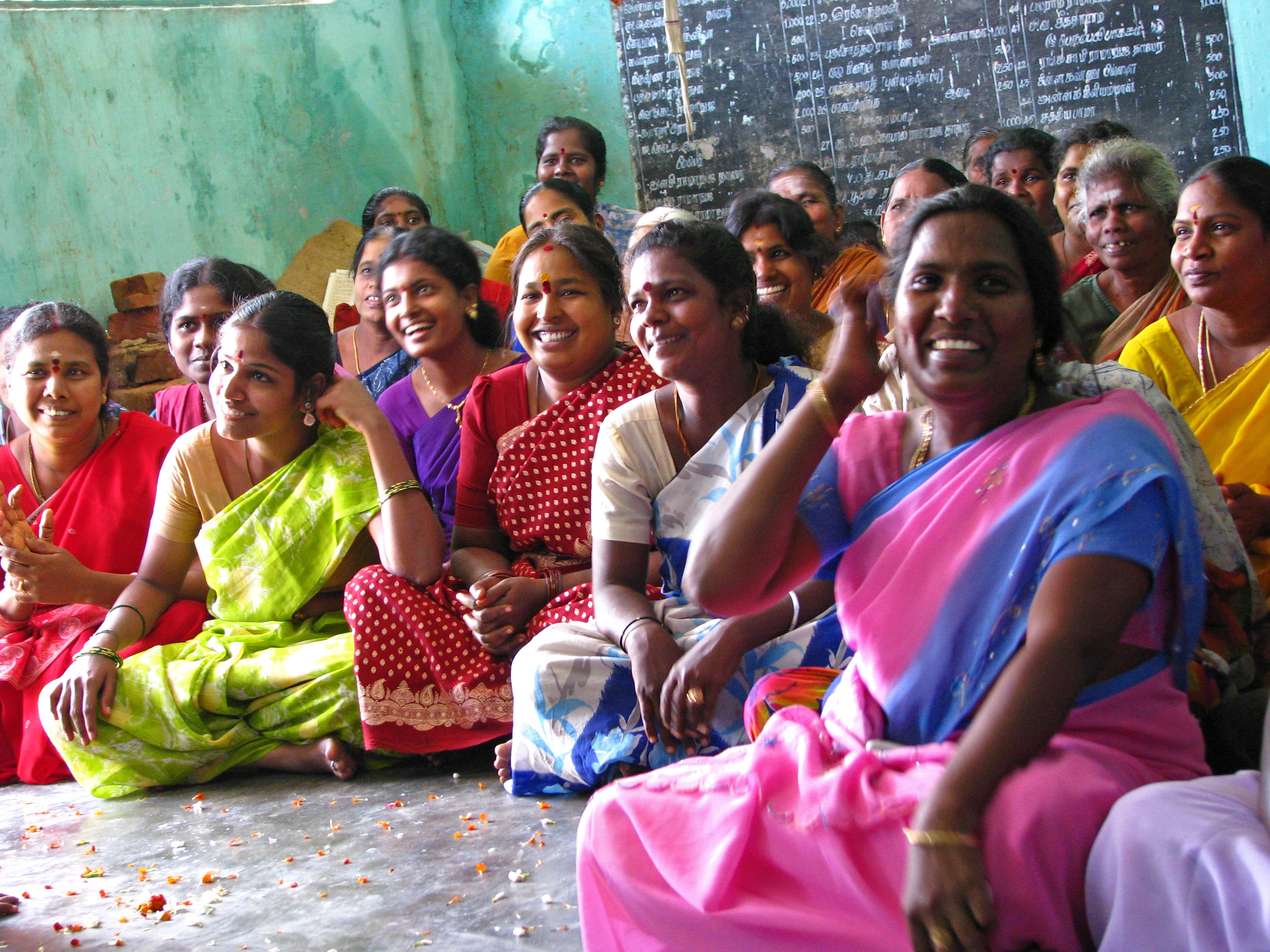
گردهمایی زنان روستایی به عنوان اعضای گروه‌های خودیاری

در سال ۲۰۰۶، او از مؤسسه فناوری هند مدرس بازدید کرد تا ایده خود را نشان دهد و پیشنهادهای خود را دریافت کند. آنها اختراع او را برای جایزه نوآوری‌های فناوری پایه بنیاد ملی نوآوری ثبت کردند. برنده جایزه شد. او بودجه اولیه را به دست آورد و صنایع جایاشری را تأسیس کرد که اکنون این ماشین‌ها را برای زنان روستایی در سراسر هند به بازار عرضه می‌کند. این دستگاه به دلیل سادگی و مقرون به صرفه بودن مورد تحسین قرار گرفته‌است و تعهد او به کمک‌های اجتماعی جوایز متعددی را برای او به ارمغان آورده‌است. علی‌رغم پیشنهادهای چندین شرکت برای تجاری‌سازی سرمایه‌گذاری خود، او نپذیرفت و به ارائه این ماشین‌ها به گروه‌های خودیاری که توسط زنان اداره می‌شود، ادامه می‌دهد.
اختراع موروگانانتام به عنوان گامی کلیدی در تغییر زندگی زنان در هند به‌طور گسترده مورد تحسین قرار می‌گیرد. این دستگاه برای بسیاری از زنان شغل و درآمد ایجاد می‌کند و پدهای مقرون‌به‌صرفه زنان بیشتری را قادر می‌سازد تا در دوران قاعدگی امرار معاش کنند. کار موروگانانتهام علاوه بر گسترش خود، کارآفرینان بسیاری را نیز برای ورود به این منطقه الهام بخش کرده‌است، از جمله برخی که پیشنهاد استفاده از الیاف موز یا بامبو را برای این منظور دارند.

## در فرهنگ عامه
موروگانانتام به عنوان یک کارآفرین اجتماعی شناخته شده‌است. او در بسیاری از موسسات از جمله مؤسسه فناوری هند بمبئی، مؤسسه فناوری هند مدرس، مؤسسه هندی مدیریت، احمدآباد، مؤسسه هندی مدیریت، بنگلور، و دانشگاه هاروارد سخنرانی کرده‌است. او همچنین یک سخنرانی در TED ارائه کرده‌است.
داستان موروگانانتام موضوع یک مستند برنده جایزه توسط Amit Virmani به نام پدمن (فیلم) و فیلم فولو (۲۰۱۷) به کارگردانی Abhishek Saxena بود.
فیلم‌ها:
| سال  | عنوان                   |
| ---- | ----------------------- |
| ۲۰۱۳ | مرد قاعدگی              |
| ۲۰۱۷ | فولو                    |
| ۲۰۱۸ | مرد پد                  |
| ۲۰۱۸ | دوره زمانی. پایان جمله. |